# SiTB E 3/3 Nr. 1 und 2
Als E 3/3 Nr. 1 und 2 werden zwei Tender-Dampflokomotiven bezeichnet, die 1892/93 von der Sihltalbahn angeschafft wurden.
Die Lokomotive wurde von der Schweizerischen Lokomotiv- und Maschinenfabrik (SLM) in Winterthur bezogen. Der Verkaufspreis wird mit 45.000 Schweizer Franken angegeben.
Sie entsprechen in ihrer Ausführung dem «kleinen Rangiertyp» der Jura–Simplon-Bahn, dieser Typ der E 3/3 wurde 1875 erstmals an die Jura bernois geliefert.

## Geschichte
Die Nummer 1 wurde anlässlich der Eröffnung der Sihltalbahn angeschafft. Sie war ursprünglich als Güterzuglokomotive vorgesehen, war jedoch von Anfang an auch zur Mithilfe im Personenzugdienst vorgesehen. Für die Personenzüge wurden die beiden E 2/2 beschafft, die sich aber schnell als zu leistungsschwach erwiesen. Daher wurde gleich eine zweite Maschine nachbestellt, um zumindest die schweren Personenzüge mit einer E 3/3 führen zu können.

## Technisches
Die zweite Achse war der Triebradsatz, während die erste und dritte Achse als Kuppelradsatz ausgeführt waren. Als Steuerung war eine lange Walschaertssteuerung eingebaut. Sei besass lange Triebstangen und eine Hebelumsteuerung. Hier unterschieden sich diese beiden Dampfloks am augenscheinlichsten von den anderen vier neu an die SiTB gelieferten Lokomotiven. Denn diese besassen eine normal lange Walschaertssteuerung und kurze Triebstangen mit Umsteuerung mit Handrad.
Auf dem Kessel befand sich der Dampfdom mit Sicherheitsventil und der Sanddom. Die beiden Sandrohre führten nur vor die Triebachse und wirkten somit nur in Vorwärtsfahrt gut.
Die Blattfedern waren über dem Umlaufblech angeordnet und stützten sich mit dem Federbund über eine Stange auf dem Achslager ab. Zwischen der ersten und zweiten Feder war ein Ausgleichshebel angebracht.
Als Druckluftbremse war eine Westinghouse-Bremse eingebaut. Sie funktionierte sowohl als automatische Bremse für den ganzen Zug, wie ab 1912 als Regulierbremse nur auf die Lokomotive. Es waren vierklötzige Spindelbremsen eingebaut, auf dieselben Bremsklötze wirkte auch die Luftbremse. Die zweiten und dritten Achse waren einseitig gebremst. Die Luftpumpe war seitlich an der Rauchkammer angebracht. Sie wurde 1911 gegen eine leistungsfähigere ersetzt. Der Luftbehälter war unter dem Führerstand angebracht.
Die Lokomotivpfeife befand sich auf dem Führerstandsdach.
In den Jahren 1898/99 wurde ein Rauchverbrenner des Systems Langer eingebaut. Zu dieser Zeit wurde auch ein Radreifenspritzapparat eingebaut. Die Art der Spurkranzschmierung half, den Verschleiss zu reduzieren.

## Betriebliches
Die Lokomotiven waren vor allen Zugs-Arten anzutreffen. Mit der Elektrifizierung der Strecke 1924 wurden sie überzählig und wurden beide an das Gaswerk Basel verkauft.

## Verbleib
Die Nr. 1 wurde 1924 ans Gaswerk Basel verkauft, wo sie ihre Nummer behielt. Sie wurde 1948 ausrangiert und verschrottet. Als Ersatz kam die ehemalige SiTB E 3/3 Nr. 6 von der UeBB nach Basel, welche ebenfalls die Nummer 1 erhielt.
Die Nr. 2 wurde 1924 ans Gaswerk Basel verkauft, wo sie ihre Nummer behielt. 1987 wurde die Lokomotive abgegeben und kam an den Genfersee, wo sie für den «Train Blue» verwendet wurde. Dieser verkehrte zwischen Bouveret und Evian. Dieser Betrieb musste eingestellt werden, da der auf französischen Gebiet liegende Streckenabschnitt unbefahrbar wurde. Der ZMB konnte die betriebsfähige Lokomotive 2004 ins Sihltal zurückführen, wo sie neben der Nr. 5 nun für Dampfextrazüge zur Verfügung steht.